# 绍普龙霍尔帕奇
绍普龙霍尔帕奇，是匈牙利杰尔-莫雄-肖普朗州所辖的一个村。总面积20.69平方公里，总人口818，人口密度39.5人/平方公里（2011年1月1日）。